# Rhyacia deliciosa
Rhyacia deliciosa är en fjärilsart som beskrevs av Brandt 1938. Rhyacia deliciosa ingår i släktet Rhyacia och familjen nattflyn. Inga underarter finns listade.